# Den fjerde Musketér
Den fjerde Musketér (originaltitel The Fourth Musketeer) er en amerikansk stumfilm fra 1923 af William K. Howard.

## Medvirkende
- Johnnie Walker som Brien O'Brien
- Eileen Percy som Mrs. Brian O'Brien
- Eddie Gribbon som Mike Donovan
- William Scott som Joe Tracy
- Edith Yorke som Mrs. Tracy
- Georgie Stone som Jimmy Tracy
- James McElhern som Don O'Reilly